# Aspö, Skövde kommun
Aspö är en bebyggelse och rekreationsområde i norra delen av tätorten Skövde i Skövde kommun. 1995 avgränsades här en bebyggelse till en småort av SCB. 
Området består av rekreationsområden, ett koloniområde och en tidigare lantgård. Ytterligare utbyggnad av bostäder har diskuterats.